# Tetrastemma viera
Tetrastemma viera är en djurart som tillhör fylumet slemmaskar, och som först beskrevs av Timofeeva 1912.  Tetrastemma viera ingår i släktet Tetrastemma och familjen Tetrastemmatidae. Inga underarter finns listade i Catalogue of Life.